# Bendidées

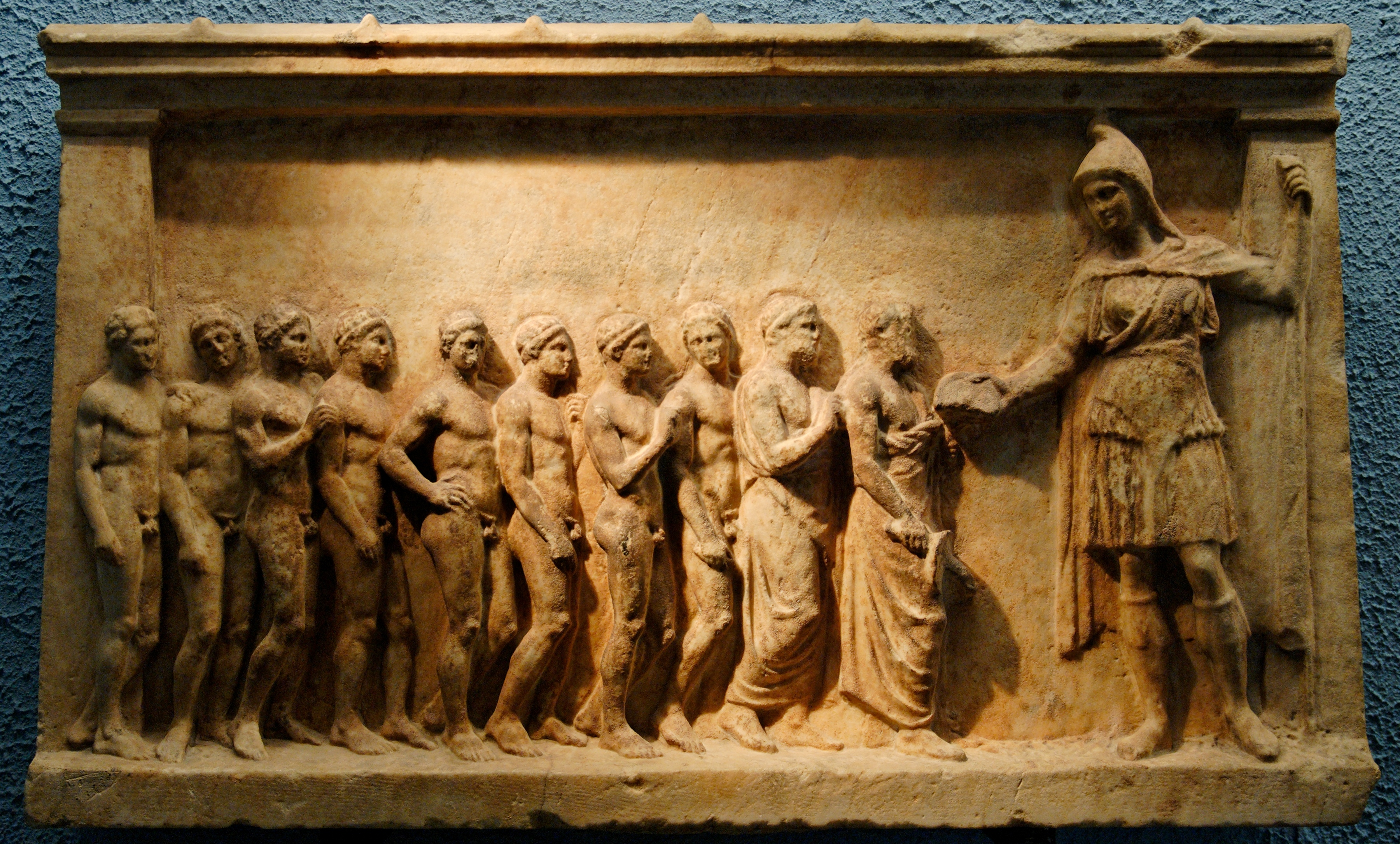
Bendis et ses adorateurs, peut-être les athlètes prenant part à la lampadédromie en l'honneur de la déesse. Relief votif en marbre, production athénienne, vers 400-375 av. J.-C. Réputé provenir du Pirée, plus probablement de la région d'un temple de Bendis à Munichie.

Les Bendidées ou Bendideia (Βενδίδεια) sont les fêtes en l’honneur de la déesse Bendis qui se déroulaient au Pirée (si l’on en croit Proclus) le 19 du mois de Thargélion (printemps). Bendis est une déesse d’origine thrace dont le culte fut introduit officiellement au Pirée aux alentours de 430 av. J.-C. Nous connaissons quelques détails sur les festivités par l’entremise de Platon qui raconte la visite de Socrate au Pirée au moment de la première célébration des Bendideia :
« J’étais descendu hier au Pirée avec Glaucon, fils d’Ariston, pour faire ma prière à la déesse et aussi pour voir comment on célébrerait la fête, qui avait lieu pour la première fois. Or j’ai trouvé bien belle la procession des habitants, et non moins magnifique celle que menaient les Thraces. Après avoir fait notre prière et vu la cérémonie, nous revenions à la ville. (...) Adimante à son tour prenant la parole : 
— Peut-être aussi, dit-il, ne savez-vous pas qu’il y aura le soir une course aux flambeaux (lampadédromie) à cheval, en l’honneur de la déesse ?
— À cheval ! m’écriai-je ; voilà qui est nouveau. C’est à cheval qu’ils tiendront et se passeront les flambeaux et se disputeront le prix ? Est-ce bien cela que tu veux dire ? 
— C’est bien cela, répondit Polémarque. En outre il y aura une fête de nuit qui vaut la peine d’être vue. Nous sortirons après dîner, nous assisterons à la fête ; nous y rencontrerons une foule de jeunes gens et nous causerons. » (Traduction Chambry)
Elles comportaient une double procession des habitants et des Thraces de la ville ainsi qu’une série de rites nocturnes. Il s’y déroulait aussi une lampadédromie, course-relais de flambeaux, qui contrairement à l’ordinaire se déroulait avec des cavaliers et non pas des coureurs à pied.

## Sources
- Platon, La République [détail des éditions] [lire en ligne] (I,327a/328a/354a)
- Proclus, Commentaires sur le Timée (17a)